# Essex Street (Manhattan)
Essex Street est une voie de New York.

## Situation et accès
Cet axe nord-sud est situé dans le quartier de Lower East Side, dans l'arrondissement de Manhattan à New York. Au nord de Houston Street, elle prend le nom de Avenue A et se prolonge vers le nord jusqu'à la 14e rue. Au sud de Canal Street, elle est prolongée par Rutgers Street.
Une partie de l'IND Sixth Avenue Line du métro de New York a été construite sous Essex Street qui abrite les stations de Delancey Street – Essex Street et East Broadway.

## Origine du nom
Elle a été nommé la rue d'après le comté d'Essex en Angleterre. 

## Historique
Essex Street a été aménagée par James DeLancey juste avant la Révolution américaine